# Энгельман, Эдуард
Эдуард Энгельман-младший (14 июля 1864, Вена, Австро-Венгрия — 31 октября 1944, Вена, Третий рейх) — австрийский фигурист, инженер и велосипедист. Трёхкратный чемпион Европы в мужском одиночном катании (в 1892—1894 годах). У него было трое детей и все они оставили след в фигурном катании: Эди, Хелен и Кристина (жена Карла Шефера).

## Спортивные достижения
Во времена Эдуарда Энгельмана чемпионаты мира по фигурному катанию и Олимпийские игры не проводились.
| Соревнования/Год  | 1892 | 1893 | 1894 |
| Чемпионаты Европы | 1    | 1    | 1    |

## Инженерная деятельность
Энгельман учился в Венском технологическом университете, специализировался на железных дорогах. Он строил электростанцию «Kraftwerk Wienerbruck», больницу «Landessiechenanstalt Oberhollabrunn» и был управляющим Австрийского отделения железной дороги.
В 1909 году он построил первый в мире каток с искусственным льдом, в Хернальсе (район Вены), где был естественный каток, построенный ещё его отцом Эдуардом Энгельманом-старшим. В 1912 году он построил ещё один каток с искусственным льдом в венском районе Хоймаркт, на то время крупнейший каток в Европе. Впоследствии этот каток был расширен до 3000 квадратных метров. В 1922 Энгельман построил ещё один каток — в Будапеште.
В 1944 году, вскоре после смерти Эдуарда Энгеманна, каток, который он построил первым (Hernals), был полностью уничтожен при бомбардировке. Однако он был восстановлен после Второй мировой войны и заново открылся уже в 1946 году. Сегодня на этом месте находится супермаркет, в котором, начиная с 1974 года, работает искусственный каток на крыше.

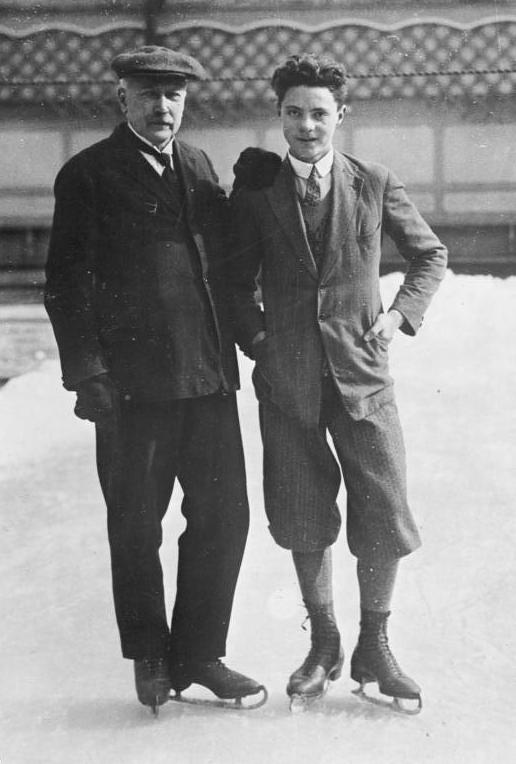
Эдуард Энгельман и Карл Шефер (справа) в 1931 году

Интересно, что как велосипедист Энгельман был одним из основателей Велосипедного клуба Вены (Wiener Cyclisten-Clubs). Он три раза выиграл чемпионат по езде на уницикле, проводимый венским Велосипедным союзом.